# Servizio pubblico federale personale e organizzazione
Il Servizio pubblico federale personale e organizzazione (in francese: Service public fédéral Personnel et organisation, in olandese: Federale Overheidsdienst Personeel en Organisatie), abbreviato come SPF Personel et Organisation o SPF P&O, è un servizio pubblico federale parte del governo federale del Belgio che contribuisce al buon funzionamento degli agenti e dei servizi federali. Questo SPF garantisce la creazione di un ambiente professionale in cui tutti possano progredire e si occupa tra l'altro di formazione, assunzione e remunerazione.

## Storia
Per molto tempo, i compiti relativi ai dipendenti pubblici caddero sotto il primo ministro. Nel 1937 e nel 1939, rispettivamente, furono istituiti il Segretariato per il reclutamento permanente e il Servizio di amministrazione generale. La direzione generale per la selezione e la formazione venne istituita nel 1963. Nel 1984, tutti i compiti dei dipartimenti che si occupavano di dipendenti pubblici furono assegnati al Ministero dell'Interno, che da allora in poi fu chiamato Ministero dell'Interno e della Funzione Pubblica. Nel 1992 il nome fu cambiato in Ministero dell'Interno e del Servizio Civile e nel 1995 fu istituito un Ministero della Funzione Civile separato. Nel 2001 il ministero è stato trasformato in un SPF nell'ambito del Piano Copernico.
Dal 1º marzo 2017, il SPF è stato integrato nel nuovo Servizio pubblico federale politica e supporto.

## Selor

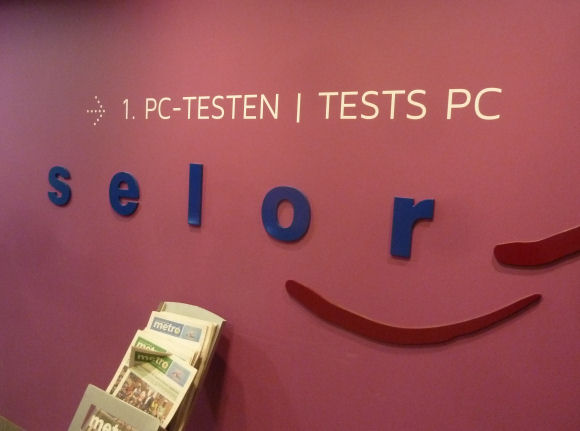

Selor (nome che proviene da SELection e ORientation è un organismo ufficiale belga dipendente dal SPF personale e organizzazione che si occupa, tra l'altro, del reclutamento del personale dello Stato (a tutti i livelli: federale, regionale, comunitario, comunale, ...).

## Brevetti linguistici
Il servizio linguistico di Selor offre una varietà di esami di lingua.
Selor organizza gli esami bilingue (francese, olandese, tedesco). Gli esami di lingua sono gratuiti e organizzati a diversi livelli.
Gli esami includono:
- un test basato su computer a scelta multipla che misura la comprensione nell'ascolto e nella lettura,
- (in alcuni casi) una prova orale - una presentazione e una conversazione -
- e (in alcuni casi) un test di espressione scritta.

Selor offre un'autovalutazione e un ambiente di preparazione online 'Salto' per la comprensione dell'ascolto e la comprensione della lettura.
- Per gli esami francesi (in olandese o tedesco)
- Per gli esami olandesi (in francese o tedesco)

Il Vocabolario e la grammatica non sono più valutati negli esami, ma è possibile aggiornare le proprie conoscenze in queste aree grazie a Salto.